# Jan Lambrecht (jezuïet)
Jan Lambrecht (Wielsbeke, 23 april 1926 – Leuven, 4 maart 2023) was een Belgisch jezuïet, bijbelkenner en hoogleraar.

## Levensloop
Lambrecht trad, in 1945, na de humaniora in bij de jezuïeten. Hij studeerde wijsbegeerte in Nijmegen en behaalde het licentiaat in 1952. Hij studeerde theologie in Leuven en behaalde het licentiaat theologie in 1960. In 1959 behaalde hij het licentiaat Oosterse Geschiedenis en Talen aan de Katholieke Universiteit Leuven. In dat jaar werd hij ook tot priester gewijd. In 1965 promoveerde hij tot doctor in de Heilige Schrift (DSS) aan het Pauselijk Bijbelinstituut in Rome.
In 1965 werd hij docent Nieuw Testament aan de jezuïetenfaculteit in Heverlee en in 1967 aan het Centrum voor Kerkelijke Studies in Leuven. Vanaf 1968 tot zijn emeritaat in 1990 doceerde hij Nieuw Testament en Bijbels Grieks aan de Katholieke Universiteit Leuven. Hij was gastprofessor aan het Pauselijk Bijbelinstituut in Rome (1995-2000), in het grootseminarie van Pretoria (Zuid-Afrika, 2001-2003), aan de Loyola University in New Orleans (2007-2009) en aan het Le Moyne College in Syracuse (New York) (2009-2010).
Zijn talrijke publicaties hebben uitsluitend betrekking op de studies die hij verwezenlijkte over het Nieuwe Testament en meer in het bijzonder over de evangelies. Zijn studie over de Bergrede werd in verschillende talen gepubliceerd.
Van 1985 tot 1995 was hij lid van de Pauselijke Bijbelcommissie. Na 2002 woonde hij in het rusthuis van de jezuïeten in Heverlee. Jan Lambrecht overleed in 2023 op 96-jarige leeftijd.

## Publicaties
- Die Redaktion der Markus-Apokalypse. Literarische Analyse und Strukturuntersuchung, in: Analecta Biblica, Rome, 1967.
- La structure de Marc XIII, Gembloux, 1967.
- Marcus Interpretator. Stijl en boodschap in Mc. 3,20-4,34, Brugge-Utrecht, 1969.
- Parables of Jesus. Insight and Challenge, Bangalore (India), 1976.
- Terwijl Hij tot ons sprak. Parabels van Jezus, Tielt-Amsterdam, 1976.
- Mt 6,9-13: Het gebed des Heren. Uitleg en bezinning, Mechelen, 1980.
- (ed.) L'Apocalypse johannique et l'Apocalyptique dans le Nouveau Testament, Gembloux-Leuven, 1980.
- Tandis qu'Il nous parlait. Introduction aux paraboles, Paris-Namur, 1980.
- Daar komt toch eens.... Opstellen over verrijzenis en eeuwig leven, Leuven, 1981.
- Hij gaat voor ons uit. Jezus volgen in het Marcusevangelie, Leuven, 1981.
- Maar ik zeg u. De programmatische rede van Jezus (Mt. 5-7; Lc. 6,20-49), Leuven, 1983.
- Ich aber sage euch. Die Bergpredigt als programmatische Rede Jesu (Mt 5-7; Lk 6,20-49), Stuttgart, 1984.
- The Sermon on the Mount. Proclamation and Exhortation, Wilmington, Del, 1985.
- "Eh bien! Moi je vous dis". Le discours-programme de Jésus (Mt 5-7; Lc 6,20-49), Parijs, 1986.
- Hoe lang nog en waarom toch? God, mens en lijden (ed.), in Bibl. Acad., 1988.
- Leven over de dood heen, Leuven-Amersfoort, 1990.
- God and Human Suffering, Leuven, 1990.
- Nieuw en oud uit de schat. De parabels in het Matteüsevangelie, Leuven-Boxtel, 1991.
- Out of the Treasure. The Parables in the Gospel of Matthew, Leuven, 1992.
- Eén is onze Meester. Luisteren naar het Matteüsevangelie, Averbode - Den Bosch, 1994.
- Pero Yo os digo ... El sermón programmático de Jesús Mt 5-7; Lc 6,20-49), Salamanca, 1994.
- (samen met R. Bieringer) Studies on 2 Corinthians, Peeters, University Press, 1994.
- Pauline Studies, Peeters, University Press, 1994.
- Collected Studies on Pauline Literature and on the Book of Revelation, Rome, Pontificio Istituto Biblico, 2001.
- De kracht van het geloof. Bijdragen over het Nieuwe Testament, Leuven, Vlaamse Bijbelstichting en Uitgeverij Acco, 2002.
- Zonder liefde ben ik niets. 1 Korintiërs 13: vertalingen, uitleg en teksten, Averbode, 2002.
- Understanding What One Reads. I. New Testament Essays, Leuven, Peeters, 2003.
- Recht op de waarheid af. Bijdragen over Paulus, de evangeliën en de Nieuwe Bijbelvertaling, Leuven, Vlaamse Bijbelstichting en Uitgeverij Acco, 2005.
- De Nieuwe Bijbelvertaling: Brontekstgetrouw? 25 steekproeven, Antwerpen, Halewijn, 2005.
- Trouw en betrouwbaar. Recente bijbelvertalingen, Averbode, 2006.
- Understanding What One Reads II. Essays on the Gospels and Paul (2003-2011), Leuven, Peeters, 2011.
- Understanding What One Reads III. Essays on the Gospels and Paul (2011-2014), Leuven, Peeters, 2015.
- In Search of Meaning. Collected Notes on the New Testament (2014-2017), Scholars' Press 2017.
- In Search of Meaning II. Another Year of Reflection on the New Testament (2017-2018), Scholars' Press, 2018.
- In Search of Meaning III. More Notes on the New Testament (2018-2019), Scholars' Press, 2019.
- Intended Sense in Scripture: Fifty Brief Exegetical Notes (2019-2020), Scholars' Press, 2020.
- Intended Sense in Scripture: Fifty More Exegetical Notes on the New Testament (2020-21), Scholars' Press 2021.
- Intended Sense in Scripture: Fifty Further Notes on the New Testament (2021), Scholars' Press, 2022.
- Reading and Preaching the Word: Notes and Sermons, Scholars' Press, 2022.